# 12729 Берґер
12729 Берґер (12729 Berger) — астероїд головного поясу, відкритий 13 вересня 1991 року.
Тіссеранів параметр щодо Юпітера — 3,495.